# Dreamboat Annie
Dreamboat Annie è il primo album del gruppo musicale rock statunitense Heart. L'album contiene tre singoli di successo, Crazy On You, Magic Man e la title track Dreamboat Annie, e ottenne la certificazione come album di platino.

## Tracce
Lato A
Testi e musiche di Ann e Nancy Wilson, tranne dove segnalato.
1. Magic Man – 5:28
2. Dreamboat Annie (Fantasy Child) – 1:10
3. Crazy on You – 4:53
4. Soul of the Sea – 6:33
5. Dreamboat Annie – 2:02

Lato B
1. White Lightning and Wine – 3:53
2. (Love Me Like Music) I'll Be Your Song – 3:20
3. Sing Child – 4:55 (A. Wilson, N. Wilson, Steve Fossen, Roger Fisher)
4. How Deep it Goes – 3:49 (A. Wilson)
5. Dreamboat Annie (Reprise) – 3:50

## Formazione
- Ann Wilson: voce, flauto, chitarra acustica
- Nancy Wilson: voce, chitarra, tastiera
- Roger Fisher: chitarra
- Howard Leese: chitarra, tastiere, cori
- Michael DeRosier: batteria
- Steve Fossen: basso